# Ken Rosewall
Kenneth Robert Rosewall (ur. 2 listopada 1934 w Sydney) – tenisista australijski, zwycięzca ośmiu turniejów wielkoszlemowych w grze pojedynczej, zdobywca Pucharu Davisa.
Rosewall jest leworęczny, ale w tenisa nauczył się grać – pod kierunkiem ojca Roberta – prawą ręką. Pierwsze lata jego kariery stały pod znakiem rywalizacji z młodszym o 21 dni rodakiem Lew Hoadem. Stanowili razem skuteczną parę deblową, z powodzeniem rywalizowali także w grze pojedynczej. W 1952 obaj dotarli do ćwierćfinałów mistrzostw USA, a Rosewall pokonał po drodze ówczesnego lidera amerykańskiego tenisa, Vica Seixasa. W 1953 młodzi Australijczycy triumfowali wspólnie w deblu na Wimbledonie i dwóch innych turniejach wielkoszlemowych, a nieco później w tymże roku z powodzeniem walczyli o obronę Pucharu Davisa dla Australii. W decydującym, piątym meczu finału Rosewall ponownie okazał się lepszy od Seixasa.
W 1953 Rosewall odniósł także pierwsze wielkie sukcesy w grze pojedynczej – wygrał mistrzostwa Australii i Francji. Rok później po raz pierwszy osiągnął finał na Wimbledonie, ale uległ w czterech setach reprezentującemu wówczas Egipt Czechowi Jaroslavowi Drobnemu. W 1955 był w finale mistrzostw USA i wygrał po raz drugi mistrzostwa Australii. W kolejnym sezonie w finale turnieju australijskiego nie sprostał Hoadowi, otwierając swojemu rodakowi szansę do uzyskania Wielkiego Szlema. Przegrał z Hoadem również finał na Wimbledonie, ale ostatecznie uniemożliwił mu cztery zwycięstwa, wygrywając finał mistrzostw USA. Hoad mógł świętować jednak w 1956 Wielkiego Szlema, tyle że w grze podwójnej, właśnie z Rosewallem; trzy lata po tym, jak przegrali szansę na cztery triumfy w mistrzostwach USA po niespodziewanej porażce z nierozstawionymi reprezentantami gospodarzy w ćwierćfinale, w 1956 Australijczycy okazali się najlepsi w mistrzostwach: Australii, Francji, USA, i na Wimbledonie. Hoad i Rosewall są jedną z czterech męskich par, którym udało się zdobyć deblowego Wielkiego Szlema; oprócz nich osiągnięcie to mają na koncie Frank Sedgman i Ken McGregor, Roy Emerson i Neale Fraser oraz Tony Roche i John Newcombe – wszyscy z Australii.
Do sukcesów Rosewalla w 1956 należy dodać udział w zwycięskiej ekipie w Pucharze Davisa. Australijczyk zdecydował się następnie na przejście na zawodowstwo. W gronie zawodowców rywalizował początkowo głównie ze Ricardo Gonzálezem, później również z Lew Hoadem i kolejnym rodakiem Rodem Laverem. Po ograniczeniu występów przez Gonzaleza w 1963 (Laver był wówczas dopiero u progu karieru wśród profesjonalistów) Rosewall uchodził za najlepszego gracza na świecie. Trzykrotnie wygrywał zawodowe mistrzostwa USA (1963, 1965, 1971).
W 1968 Rosewall doczekał się reformy tenisa, po której do rywalizacji wielkoszlemowej mogli przystąpić zawodowcy. Liczył już wówczas 33 lata, ale nadal grał skutecznie. W 1968 wygrał – po piętnastu latach od pierwszego triumfu – mistrzostwa Francji, rok później był w finale tego turnieju. Wygrał również US Open w 1970 oraz dwukrotnie mistrzostwa Australii (1971, 1972). Podobnie jednak jak przed przejściem na zawodowstwo nie udało mu się odnieść zwycięstwa na Wimbledonie, chociaż był w finałach jeszcze w 1970 i jako niemal 40-latek w 1974. W 1974 był także w finale US Open, pokonując po drodze faworyta turnieju Johna Newcombe’a; w decydującym meczu nie sprostał Jimmy’emu Connorsowi, ale przypadł mu w udziale tytuł najstarszego uczestnika finału wielkoszlemowego w erze „open” (w wieku 39 lat i 310 dni).
Po zrezygnowaniu z podziału na tenis amatorski i zawodowy Rosewall powrócił także do zespołu narodowego w Pucharze Davisa i miał udział w kolejnym triumfie Australii w tych rozgrywkach w 1973. Ostatni mecz pucharowy rozegrał w 1975. W latach 70. stał się przykładem sportowej długowieczności, walcząc z powodzeniem jeszcze w wieku 43 lat. Ostatni turniej wygrał w Hongkongu w 1977, pokonując w finale Amerykanina Toma Gormana. Brał także udział w rozgrywkach zawodowych pod nazwą World Team Tennis, jako grający trener ekipy Pittsburgh Triangles (1974). Aż do schyłku kariery w 1978 figurował w rankingu światowym w czołowej piętnastce.
Rosewall dysponował dużo gorszymi warunkami fizycznymi niż jego rywal i partner Lew Hoad, stąd otrzymał żartobliwy przydomek Muscles („mięśniak”). Znakiem rozpoznawczym jego gry był slajsowany bekhend, uważany za jeden z najlepszych w historii (porównywany z uderzeniem bekhendowym Dona Budge’a). Tym właśnie bekhendem Rosewall zdobył kluczowe punkty w pojedynku finałowym World Championship Tennis w Dallas w 1972, pokonując faworyta Roda Lavera 4:6, 6:0, 6:3, 6:7, 7:6. Mecz ten, transmitowany przez telewizję, jest wymieniany wśród najlepszych spotkań tenisowych w historii.
Ken Rosewall wygrał łącznie osiemnaście turniejów wielkoszlemowych w grze pojedynczej, podwójnej i mieszanej. Jedyny brak w bogatej karierze sprawił, że nazywa się Australijczyka „dziekanem” tenisistów, którzy nie wygrali Wimbledonu (innym znanym graczem, którego w karierze spotkało to samo, jest Ivan Lendl). Po zakończeniu kariery Rosewall uczestniczy regularnie w turniejach weteranów (także na Wimbledonie), a w 1980 został wpisany w poczet członków Międzynarodowej Tenisowej Galerii Sławy.
Osiągnięcia w turniejach wielkoszlemowych:
- mistrzostwa Australii
  - gra pojedyncza – wygrane 1953, 1955, 1971, 1972, finał 1956
  - gra podwójna – wygrane 1953, 1956 (oba z Hoadem), 1972 (z Owenem Davidsonem), finały 1955 (z Hoadem), 1969 (z Fredem Stollem)
- mistrzostwa Francji
  - gra pojedyncza – wygrane 1953, 1968, finał 1969
  - gra podwójna – wygrane 1953 (z Hoadem), 1968 (ze Stolle), finał 1954 (z Hoadem)
- Wimbledon
  - gra pojedyncza – finały 1954, 1956, 1970, 1974
  - gra podwójna – wygrane 1953, 1956 (oba z Hoadem), finały 1955 (z Neale’em Fraserem), 1968, 1970 (oba ze Stollem)
  - gra mieszana – finał 1954 (z Margaret Osborne DuPont)
- mistrzostwa USA
  - gra pojedyncza – wygrane 1956, 1970, finały 1955, 1974
  - gra podwójna – wygrane 1956 (z Hoadem), 1969 (ze Stollem), finały 1954 (z Hoadem), 1973 (z Laverem)
  - gra mieszana – wygrana 1956, finał 1954 (oba z Margaret Osborne DuPont)

Finały wielkoszlemowe w grze pojedynczej:
- mistrzostwa Australii 1953 – 6:0, 6:3, 6:4 z Mervynem Rose’em
- mistrzostwa Francji 1953 – 6:3, 6:4, 1:6, 6:2 z Vikiem Seixasem
- Wimbledon 1954 – 11:13, 6:4, 2:6, 7:9 z Jaroslavem Drobnym
- mistrzostwa Australii 1955 – 9:7, 6:4, 6:4 z Lew Hoadem
- mistrzostwa USA 1955 – 7:9, 3:6, 3:6 z Tonym Trabertem
- mistrzostwa Australii 1956 – 4:6, 6:3, 4:6, 5:7 z Lew Hoadem
- Wimbledon 1956 – 2:6, 6:4, 5:7, 4:6 z Lew Hoadem
- mistrzostwa USA 1956 – 4:6, 6:2, 6:3, 6:3 z Lew Hoadem
- French Open 1968 – 6:3, 6:1, 2:6, 6:2 z Rodem Laverem
- French Open 1969 – 4:6, 3:6, 2:6 z Rodem Laverem
- Wimbledon 1970 – 7:5, 3:6, 2:6, 6:3, 1:6 z Johnem Newcombe’em
- US Open 1970 – 2:6, 6:4, 7:6, 6:3 z Tony Roche’em
- Australian Open 1971 – 6:1, 7:5, 6:3 z Arthurem Ashe
- Australian Open 1972 – 7:6, 6:3, 7:5 z Malcolmem Andersonem
- Wimbledon 1974 – 1:6, 1:6, 4:6 z Jimmym Connorsem
- US Open 1974 – 1:6, 0:6, 1:6 z Jimmym Connorsem

Zwycięstwa turniejowe w erze „open” (gra pojedyncza):
- 1968 French Open
- 1970 Cincinnati, US Open
- 1971 Australian Open, Boston, Dallas, Newport, Vancouver, Waszyngton
- 1972 Australian Open, Brisbane, Charlotte, Dallas, Miami
- 1973 Charlotte, Cleveland, Houston, Osaka, Tokio
- 1975 Gstaad, Houston, Jackson
- 1976 Hongkong, Jackson
- 1977 Hongkong